# Callenberg
Callenberg är en kommun och ort i Landkreis Zwickau i förbundslandet Sachsen i Tyskland. Kommunen har cirka 4 800 invånare.